# Melitaea suffusa
Melitaea suffusa är en fjärilsart som beskrevs av Tutt 1896. Melitaea suffusa ingår i släktet Melitaea och familjen praktfjärilar. Inga underarter finns listade i Catalogue of Life.